# Ludwig Münstermann
Ludwig Münstermann   (Hamburg, 1570 (Gregorià) - Hamburg, 1637) va ser un escultor i mestre tallador de fusta alemany d'Hamburg o de Bremen. Va treballar en nombroses esglésies i va ser un destacat exponent de l'estil manierista del nord d'Alemanya en l'escultura.

## Vida i carrera

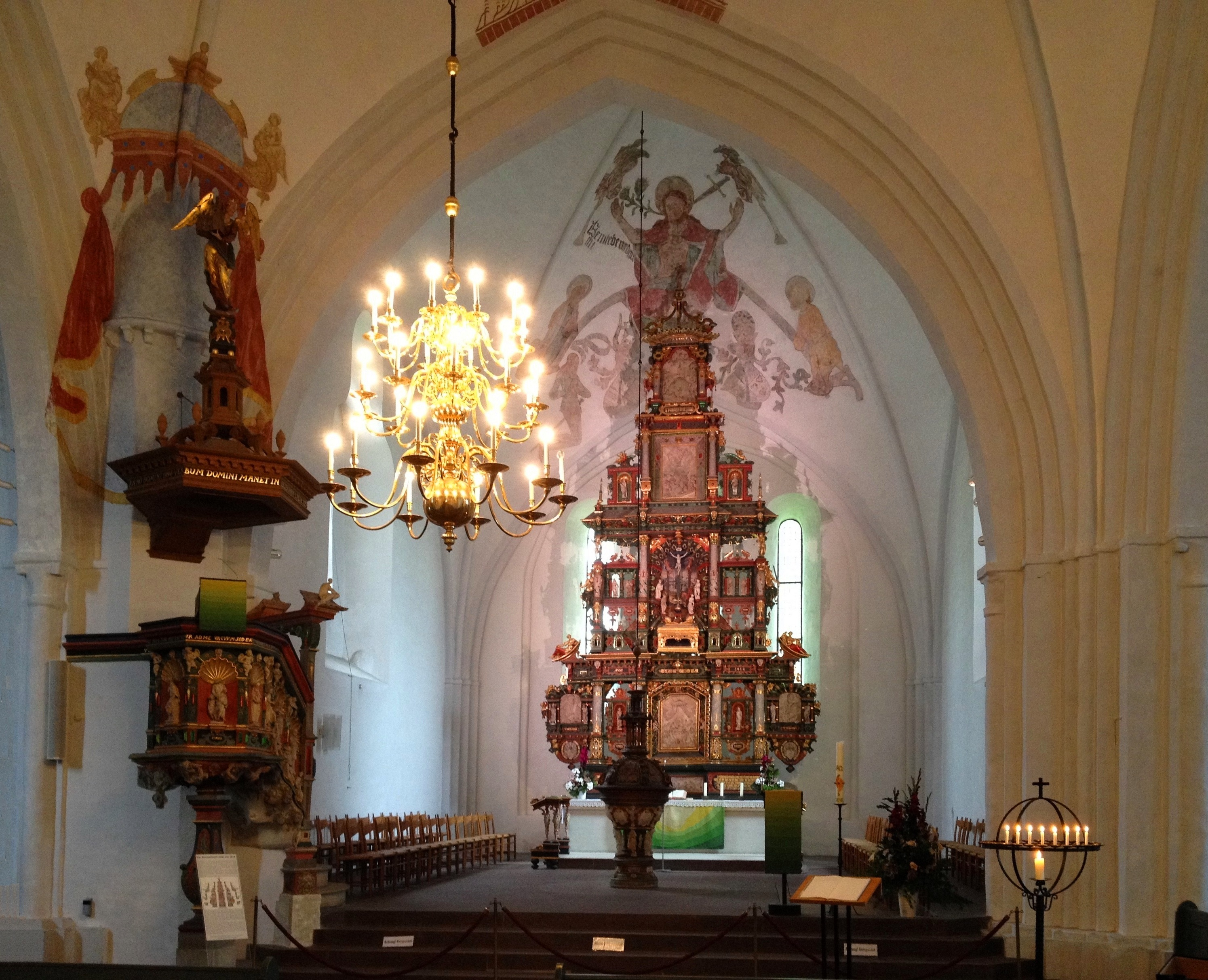
Altar, púlpit i pica baptismal de Schlosskirche Varel

Es diu que Münstermann era d'Hamburg o de Bremen. Va estar actiu abans de 1599 al taller de l'escultor de Bremen Hans Winter (1565 – 1603). Tonnies i Heinrich Münstermann també eren fusters a Bremen en aquest període. Ludwig Münstermann es va convertir en mestre del gremi de torners d'Hamburg el 1599. De 1607 a 1612, va treballar al Schloss Oldenburg.
Münstermann va tallar molts altars, púlpits i caixes d'orgues per a esglésies, especialment al ducat d'Oldenburg. El seu altar més gran es troba a l'església del castell de Varel, on va treballar a l'altar, el púlpit i la pica entre 1613 i 1618. Al voltant de 1590 va treballar al seu taller d'hivern en epitafis per a l'església de Sant Ansgar a Bremen. Hi ha importants altars, púlpits i cobertes de fonts de Münstermann en dues esglésies de Stadland, St Matthew's a Rodenkirchen (1629 – 31) i St Secundus' in Schwei (1618 – 38). L'església de Hohenkirchen a Wangerland té un altar (1620) i un púlpit (1628) d'ell, i l'església de Sant Hipòlit a Blexen a Nordenham té figures d'altar i un púlpit (1638). La seva caixa d'orgue per a l'antiga capella del castell de Rotenburg an der Wümme (1608) i una estàtua de pedra d'Hèrcules es troben al Museu Focke de Bremen.
Münstermann és un dels representants més destacats de l'escultura manierista del nord d'Alemanya. El seu estil es caracteritza per figures exagerades en moviment que poden apropar-se al grotesc i per una expressivitat dramàtica. Les representacions estan emmarcades per entorns ornamentals i arquitectònics manieristes detallats. La coloració ornamentada en matisos i ombres pràcticament cridaners té un paper important en la seva estètica; tanmateix, aquest element s'ha esborrat en part per "restauracions" poc simpàtiques. És significatiu que Münstermann va cridar per primera vegada l'atenció dels historiadors de l'art a l'època expressionista.
Un carrer de Barmbek-Nord al districte Hamburg-Nord d'Hamburg porta el seu nom.